# ICE 3

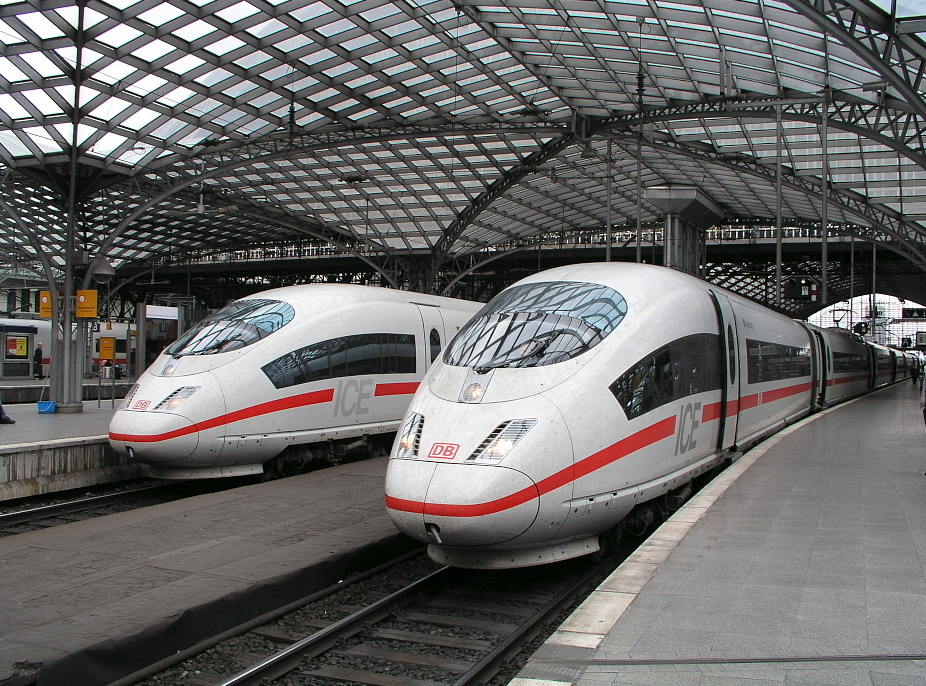
Dva ICE 3 Deutsche Bahn v žst. Köln Hbf

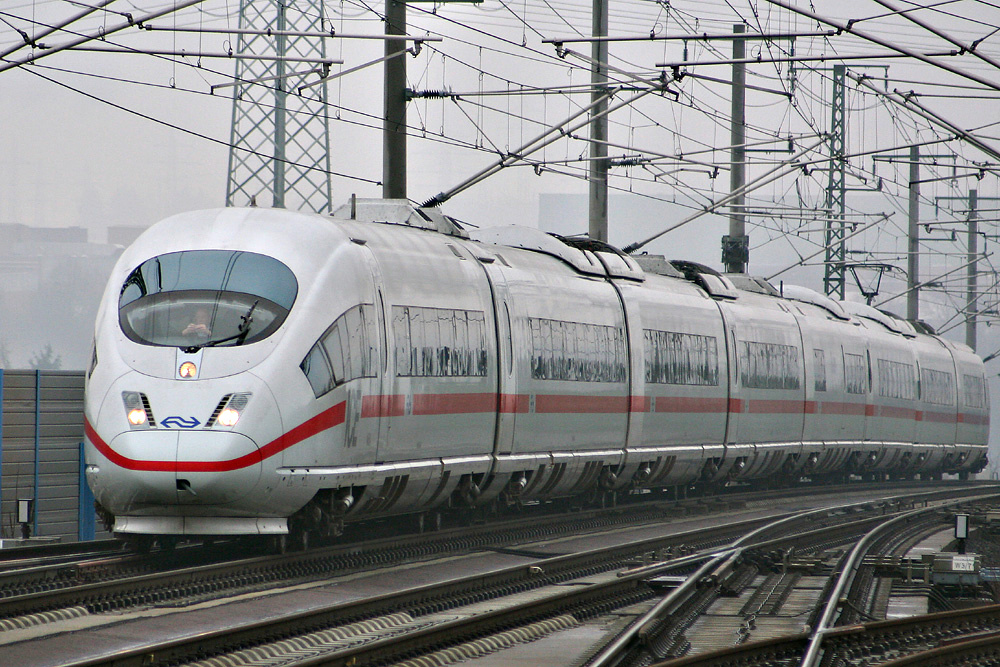
ICE 3 nizozemského dopravce Nederlandse Spoorwegen

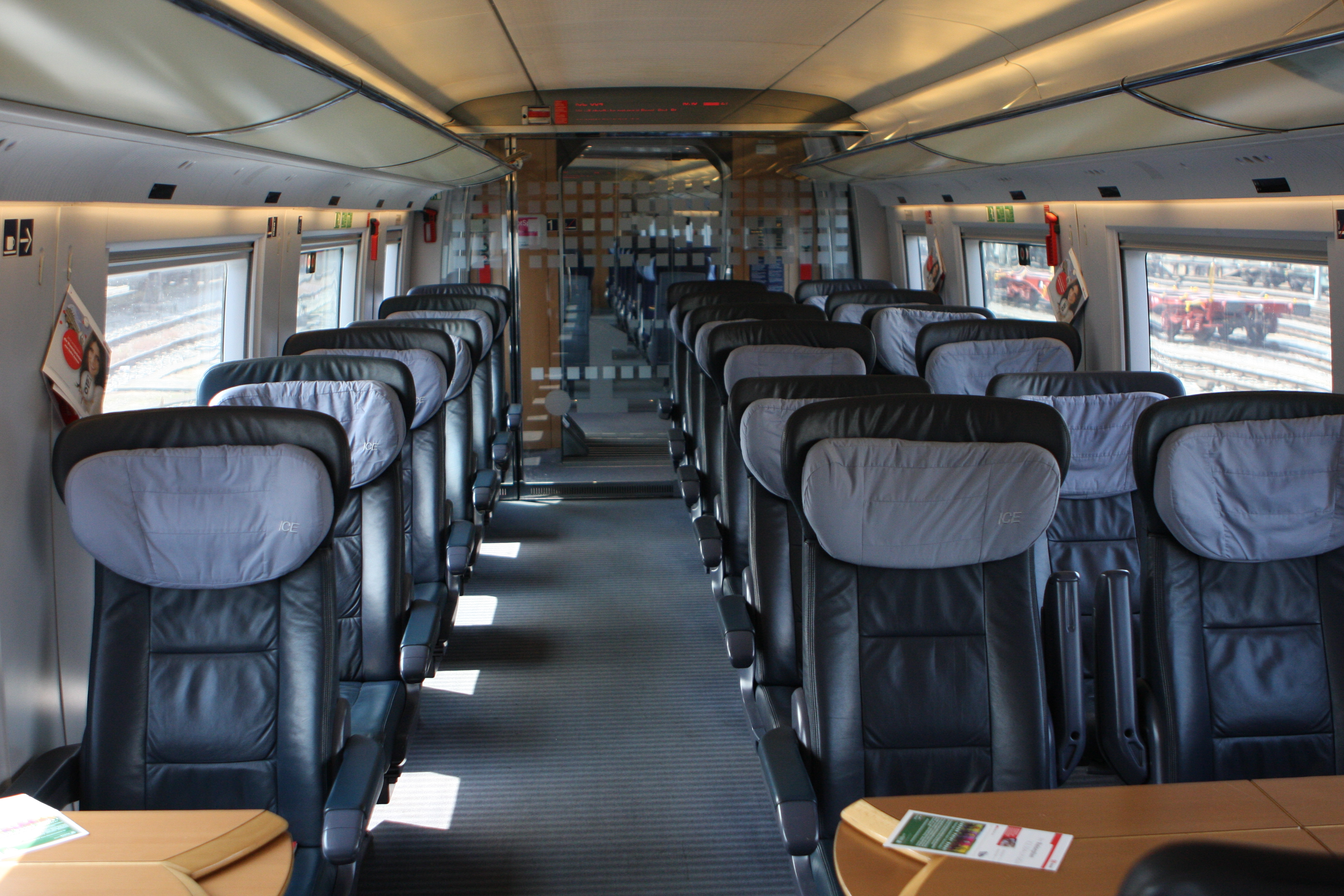
1. třída v ICE 3

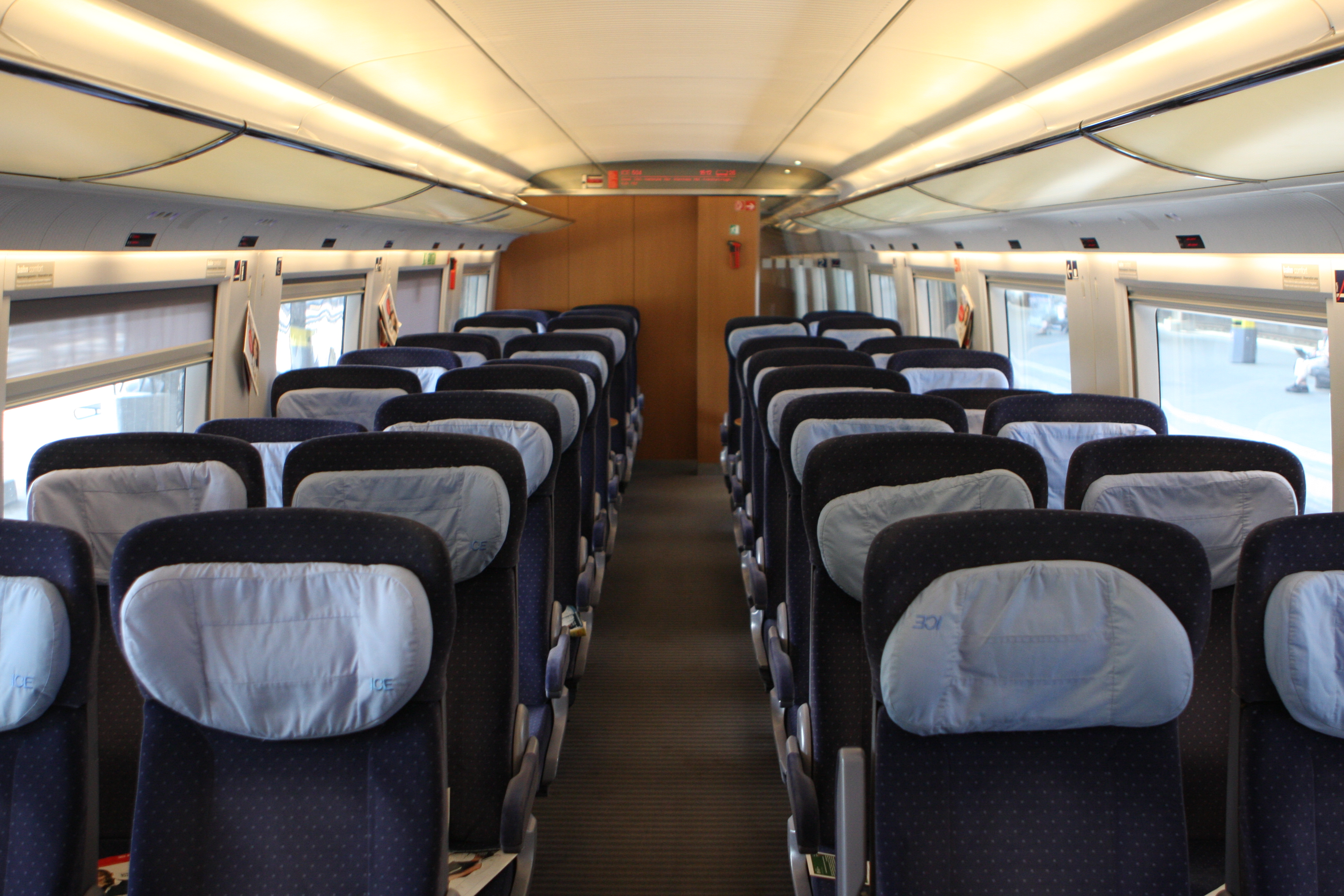
2. třída v ICE 3

ICE 3 (řady 403, 406, 407, 408) jsou rodinou vysokorychlostních vlakových souprav společnosti Deutsche Bahn. Řady 403 a 406 pocházejí od společnosti Nederlandse Spoorwegen a byly vyráběné společností Siemens AG od roku 1997. Jejich maximální rychlost je 330 km/h. Jde o nejrychlejší vlaky na německém území, kde se ale jejich využití předpokládá do 300 km/h.
Na volném základě ICE 3 vyvinul Siemens svůj nový typ Siemens Velaro (řada 407), které se do rodiny ICE 3 také počítá. Společnost Siemens Mobility později vyvinula řadu 408 označovanou jako ICE 3neo.

## Napájecí soustavy
- 15 kV, 16,7 Hz
- 25 kV, 50 Hz (jen řada 406)
- 1,5kV = (jen řada 406)
- 3 kV = (jen řada 406)